# بازی‌های آسیایی ۲۰۳۴
بازی‌های آسیایی ۲۰۳۴ (عربی: دورة الألعاب الآسیویة 2034، آوانگاری: Dawrat al-ʼAl‘ab al-Asīawīah 2034) بیست و دومین دوره بازی‌های آسیایی است که طبق برنامه در سال ۲۰۳۴ در ریاض، عربستان سعودی برگزار خواهد شد.